# Contes cruels
Pour l’article homonyme, voir Contes cruels (Mirbeau).
Contes cruels, d'Auguste de Villiers de l'Isle-Adam est un recueil de 28 nouvelles publiées dans divers journaux et réunies pour la première fois sous ce titre en 1883.

## Le recueil
Voici ce qu'écrit Stéphane Mallarmé dans une lettre adressée à son ami Villiers : « Tu as mis en cette œuvre une somme de Beauté extraordinaire. La langue vraiment d'un Dieu partout ! Plusieurs des nouvelles sont d'une poésie inouïe et que personne n'atteindra : toutes, étonnantes. »
Le bourgeois est l'ennemi désigné par Villiers dans sa correspondance avec Mallarmé qui fait office de projet littéraire : « Le fait est que je ferai du bourgeois, si Dieu me prête vie, ce que Voltaire a fait des « cléricaux », Rousseau des gentilshommes et Molière des médecins. Il parait que j'ai une puissance de grotesque dont je ne me doutais pas. » Villiers fait donc la satire dans son œuvre du bourgeois - qui est davantage un type qu'une catégorie sociale - parce qu'il incarne l'esprit étriqué, matérialiste et positiviste de son temps. Villiers, lui, cherche à incarner l'idéalisme de la fin de siècle en se présentant comme  « portier de l'Idéal », voué à combler le vide métaphysique provoqué par le bourgeois. Cette opposition entre la bêtise bourgeoise et l'idéalisme spirituel est incarnée dans les deux catégories de personnages antinomiques qui sont mis en scène dans le recueil : d'une part, les bourgeois, bêtes et superficiels, et de l'autre les "élus", spirituels, solitaires et graves. Pour répondre au matérialisme philosophique bourgeois, Villiers renouvelle les outils de la satire, utilise la forme brève pour rendre son ironie plus cruelle et s'appuie parfois sur le genre fantastique afin de troubler le rationalisme bourgeois.
Les contes réunis par Villiers sont d'une grande diversité. Leur dénominateur commun est, selon l'auteur, la cruauté. En effet, Villiers y montre sans fard, avec cynisme parfois, les travers de ses contemporains qui semblent bien cupides (Virginie et Paul), sots et superficiels (La machine à gloire). Le positivisme bourgeois y est en outre dépeint comme un culte passionnel de la raison qui, sous le visage du sérieux, aboutit à la folie. Néanmoins, les Contes ne se bornent pas, tant s'en faut, à une critique du temps : le fantastique (Véra, L'Intersigne), genre en vogue, est représenté. Surtout, dans la plupart des Contes transparaissent un sens du tragique et une poésie conformes à leur auteur, aristocrate ruiné, dramaturge sans succès et amoureux du Beau.

## Les contes
- Les Demoiselles de Bienfilâtre
- Véra
- Vox populi
- Deux augures
- L'Affichage céleste
- Antonie
- La Machine à gloire S.G.D.G.
- Duke of Portland
- Virginie et Paul
- Le Convive des dernières fêtes
- À s'y méprendre !
- Impatience de la foule
- Le Secret de l'ancienne musique
- Sentimentalisme
- Le Plus Beau Dîner du monde
- Le Désir d'être un homme
- Fleurs de ténèbres
- L'Appareil pour l'analyse chimique du dernier soupir
- Les Brigands[4]
- La Reine Ysabeau
- Sombre récit, conteur plus sombre
- L'Intersigne
- L'Inconnue
- Maryelle
- Le Traitement du docteur Tristan
- Conte d'amour
- Souvenirs occultes
- L'Annonciateur (épilogue)